# 探險活寶
《探險活寶》（英語：Adventure Time）是一部美國科學奇幻動畫劇集，由卡通頻道以及弗雷德瑞特工作室製作；這部動畫作品在美國的分級為TV-PG。主要故事為人類阿寶和一隻擁有能夠任意變化自己身體的魔力，是他最好的朋友、同時也是繼兄的狗老皮（Jake the Dog）展開的探險旅程，他們生活在「蘑菇戰爭」結束約一千年後的哇賽秘境:78；劇中其他的主要角色包括：泡泡糖公主、冰霸王以及吸血鬼女王瑪瑟琳:346。
這部作品基於為尼克卡通和弗雷德瑞特工作室的「隨意！卡通」動畫培養計劃所製作的短片。在網路掀起一陣爆紅熱之後，被卡通頻道挑選並發展為完整動畫；於2010年3月11日試播、2010年4月5日正式首播，並於2018年9月3日播出最後一集跟我一起來。這部作品深受奇幻角色扮演遊戲「龍與地下城」以及電玩啟發，並以傳統動畫方式製作；其製作團隊同時製作多集，每集皆是經由分鏡程序創作，一集花大約八至九個月完成。探險活寶的配音團隊，以團體錄音方式錄下音軌，而非分別錄製每名配音的對談，也經常有客座演員配音劇中配角。
探險活寶每集長約11分鐘，為了滿足半小時的電視時段，通常兩集成對播出。首播後，一直是卡通頻道的收視保證。到了2013年3月，每週大約有兩三百萬人收看節目。本作廣受讚譽，以原創性以及建立虛構世界的手法最受肯定，也在成年觀眾間蔚為風潮，其中許多人是受到它的動畫、故事吸引。探險活寶贏得3個安妮獎、8個黃金時段艾美獎、2個英國學院兒童獎，以及皮博迪獎和Kerrang!音樂獎各1個；其外傳漫畫也獲得一次艾斯納獎和兩項哈維獎。

## 概要
故事主軸描述兩兄弟，人類青少年阿寶（Finn the Human）和身體能夠伸縮自如的狗老皮（Jake the Dog）在地球上的哇賽秘境（Land of Ooo）大陸上的冒險旅程。根據沃德的形容，阿寶個性熱情、像印第安纳·琼斯，是個有強烈道德感的小孩；老皮的個性設計源自1979年電影《瘋狂夏令營》的角色，個性不負責任，不過在必要時仍會給阿寶相當可靠的建議。
除了阿寶、老皮兩兄弟外，劇中其他主角包括:346：
- 泡泡糖公主：擬人化的泡泡糖生物，由突變泡泡糖分裂而成[11][12]，是糖果王國的君主；
- 冰霸王：一位有危險性，其實被周圍誤解的巫師，擅長冰雪相關的魔法；
- 瑪瑟琳：一千多歲的女性吸血鬼，是個搖滾樂的狂熱愛好者；
- 腫泡泡公主（Lumpy Space Princess；LSP）：一位舉止戲劇化、個性不成熟的公主，她是由「腫塊」（lumps）構成的[13]；
- 嗶莫：一台有自主意識、外型為遊戲機的機器人，和阿寶和老皮一起居住[13]；
- 火焰公主：是哇賽秘境的「火元素」，後成為火焰王國的統治者[13][14]。

## 發展

### 初期

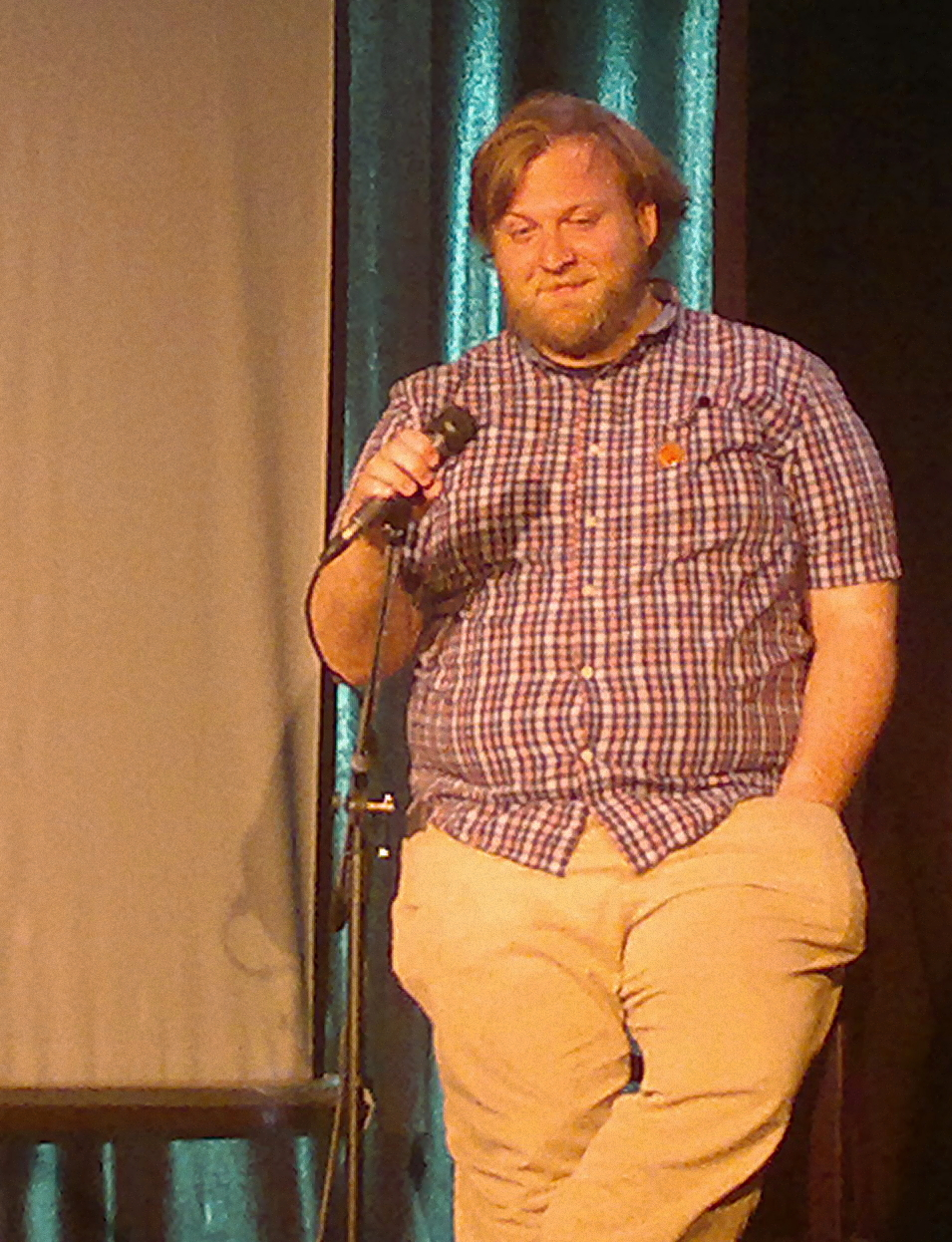
本節目由潘得頓·沃德創造

據作品原創作者潘得頓·沃德表示，該節目的風格受到他在加州藝術學院的求學過程、以及擔任《阿嗨大冒險》分鏡師經歷的影響。他試著效法如宮崎駿電影《龍貓》中「美麗」的時刻，並結合顛覆性的幽默元素。沃德也點名兩部1990年代的美國動畫作品，《私家電影》以及《專業治療師卡茨博士》，認為它們也是他的靈感來源之一；主要是因為兩部作品都很輕鬆，對話自然，不會過火、卡通味太重或者聲音太過尖銳刺耳。
探險活寶系列源自一部七分鐘長的單一獨立動畫短片，片名Adventure Time；沃德在2006年春季全神貫注於短片製作，幾乎全靠自己完成。該片原本在2007年1月於尼克卡通作為獨立短片上映，後又於2008年10月7日在弗雷德瑞特工作室的動畫培育計畫「隨意！卡通」中上映。該短片在初映後於網路上掀起一陣爆紅，弗雷德瑞特工作室於是向尼克卡通提出探險活寶系列的構想，卻一連被回絕五次。尼克卡通保留它發展為一完整系列的期限過掉後，弗雷德瑞特工作室因此轉而向其他頻道推薦這部短片，包括卡通頻道工作室。卡通頻道回應他們對此計畫有興趣，前提是沃德要能延續該短片帶來的熱度。當時卡通頻道的內容長是羅伯·索爾徹，他的影響力使得這部作品在卡通頻道能有一個機會；他認為它令人耳目一新、獨特並帶有漫畫書的風格:32。
卡通頻道一開始要求沃德做一份劇本樣品給他們參考，弗雷德瑞特工作室卻說服沃德做一份分鏡腳本的輪廓給他們；工作室的副理埃里克·霍曼（Eric Homan）表示，這樣才比較能表現出沃德在想什麼。沃德在大學的朋友，帕特里克·麥克海爾和亞當·穆托，他們幫助沃德製作這份粗略分鏡腳本，盡力維持原短片的優點並做得更好。一開始他們做出的內容是阿寶和「健忘的」泡泡糖公主要去吃個義大利麵約會晚餐。然而卡通頻道對這個故事劇情不滿意，要求再做一個。沃德於是又做一個新的創作初期分鏡腳本，試著模仿原本那部尼克卡通短片的風格；結果這次就成功了。卡通網路工作室於2008年9月批准了第一季，這個分鏡腳本變成了著手製作的第一集，後來演變成第一季第5集英雄寶典。本作原本的正式英文標題為，這是因為製作團隊一開始不確定他們能否使用較簡單標題「Adventure Time」，因而最初以這個名稱作為保留備案，不久這個備案就被捨棄。
沃德和他的團隊之後開始製作故事版、寫各集的劇情大綱；不過卡通頻道仍然對《探險活寶》這部新作品走向相當關切。麥克海爾回憶，有一次他們在卡通頻道的幾個主管前，報告他們其中一集的製作；報告過程本身很順利，但是劇集整體風格應該如何，很快就成為劇組不得不面對的問題。該集英文原名，但是後來因為多種原因被剔除，而不再繼續製作。大概在這個時候，卡通頻道一度叫停製作，要先解決這大方向上的爭議:114。過程中有些劇作者、動畫師離開團隊，而卡通頻道僱用三位資深動畫師來代替：德里克·卓瑪（擔任第一季的總監）、梅里韋瑟·威廉（在前兩季負責主編劇情）、尼克·詹寧斯（長期為本劇的藝術總監）；三人都曾經在《海綿寶寶》的團隊裡參與製作。尤其卓瑪此時角色關鍵，讓卡通頻道、製作團隊兩方能達成共識:114:35。索普·范·奧爾曼（《阿嗨大冒險》原作者）也在前兩季時，受雇來指導沃德和他的團隊:40。之後第3集愛的囚犯製作出來後，它才解決很多之前卡通頻道所提出的問題。

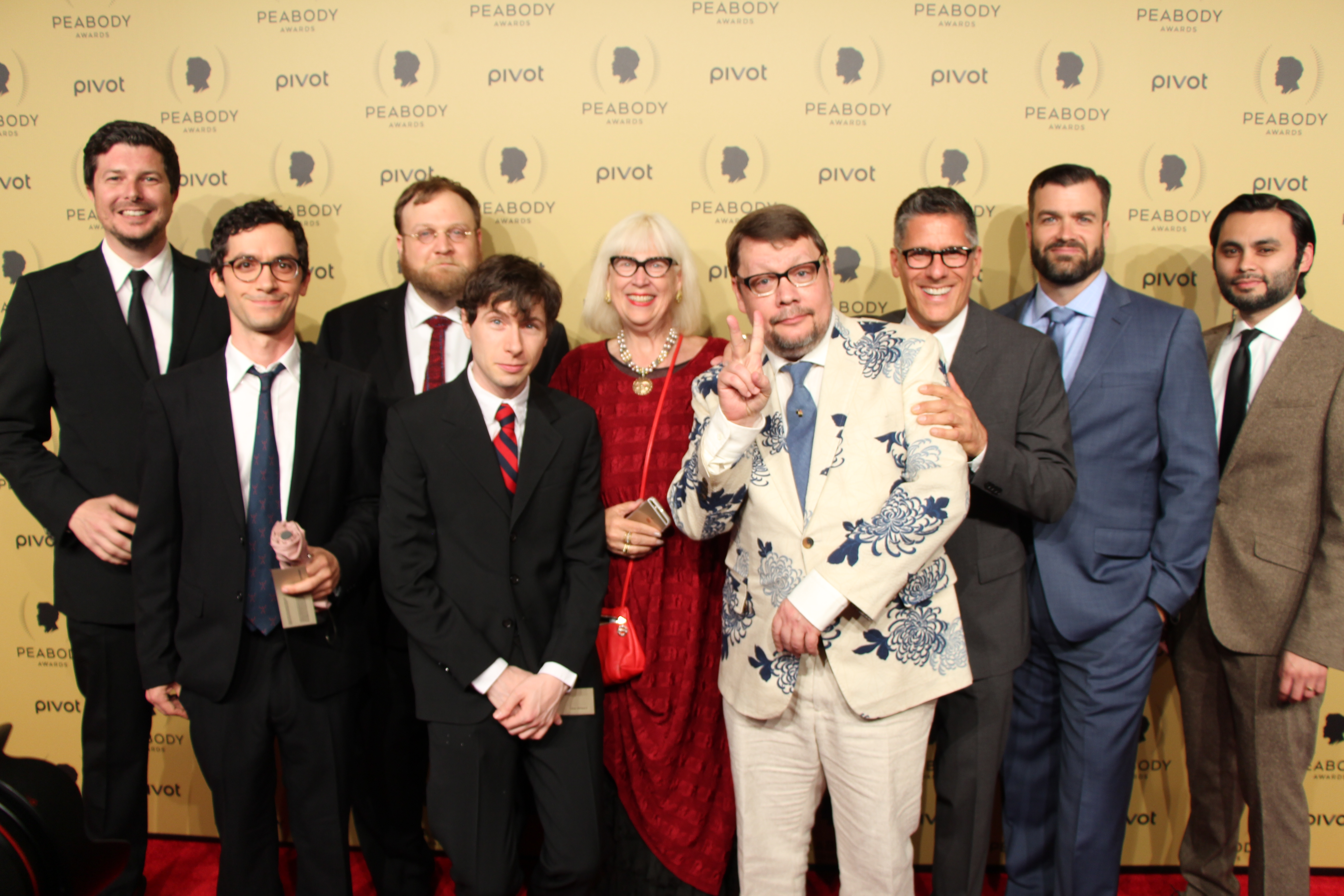
2014年皮博迪獎頒獎時，《探險活寶》製作團隊獲獎者合影。由左至右：奧斯本、赫皮奇、沃德、麥克海爾、貝蒂（沃德之母）、彭達維斯、索爾徹、萊拉什以及穆托。

隨著第一季繼續製作，更多動畫藝術家加入團隊參與製作。例如Ghostshrimp，《啊嗨大冒險》的前分鏡師，他受命設計劇中的世界；沃德告知要讓故事看起來發生在「Ghostshrimp世界」。他設計主要的地點，例如阿寶和老皮的樹屋、糖果王國（Candy Kingdom）和寒冰國（Ice Kingdom）。首席角色設計師一職位由菲爾·林達（Phil Rynda）擔任，他在前兩季半擔任這個指導工作。起初，沃德和麥克海爾都不願讓林達加入，但很快就被導演賴瑞·萊奇力特說服，向他們保證林達有才華並可以畫出各種風格。:47在製作人同意下，林達馬上開始設計簡單、但仍符合“潘（指沃德）的自然美感”的角色:83。然後，林達和麥克海爾開始為節目起草藝術指導原則，讓動畫風格能夠盡量維持一致:48。設計角色完成後，沃德開始把精力放在選擇分鏡師上。他成立一個主要由“年輕、沒有經驗的人”組成的團隊，其中許多人是他在網路上知道的:41。許多卡通的製作時將腳本交給主管審核、安排編寫劇情，而卡通頻道卻允許探險活寶「自行建構團隊」，並透過分鏡和樣片溝通。卡通頻道的內容總監羅伯·索爾徹解釋這項新方法之所以受到認可，是因為公司所要面對的是「基本上相當視覺化」的製作人，而藉著運用分鏡腳本，編劇和藝術家能夠藉由實際操作教學相長。系列中許多的藝術家都有另類漫畫的背景；潘得頓·沃德評論他們是「很聰明、自作聰明的人」，是他們想出第三季一些怪異、奇特的故事劇情。
沃德在探險活寶的前四季以及第五季一開始擔任他作品的主持人；後來在接受《滾石》採訪時，他說他已經在製作第五季的時候辭去主持人一職。沃德表示，他生性內向，無法負荷天天與人往來、指導團隊；所以他辭去總監，由亞當·穆托繼續領導。在2014年之前，沃德繼續在團隊內處理分鏡、負責編劇；之後，他不再定期編寫故事大綱、但仍會過目劇情，偶爾提供意見或者在一些集數的劇情上參與決定。

### 製作

#### 編劇

亞當·穆托給畫的其中一張分鏡，描述動作、對話和聲音效果。探險活寶是「畫師導向」的作品；也就是，分鏡師也身兼編劇，可以擬出他們覺得適合的對話和動作。

沃德稱自己是個「矛盾心理」的粉絲，形容這系列是一部「黑色喜劇」，並說「我想黑色喜劇是我的最愛，因為我愛一種同時既快樂又驚恐的那種感覺。這是我喜歡的感受方式——當我非常焦慮同時卻也快樂，一種衝突的感受；而這部戲中這種包含很多。」在美國，《探險活寶》在美國電視分級制度下屬於TV-PG分級；沃德說，他從不希望本劇超過PG等級。他也曾寫道，自己根本從沒考慮過分級一事；他們不喜歡太噁心的東西，而比較喜歡可愛的。沃德希望劇中世界觀能有連貫的在物理上的邏輯，儘管故事中有魔法，還是試圖在角色互動中維持一致性。
在一次影音俱樂部的訪談中，沃德解釋在節目編劇過程中，通常幾個編劇跟大家說他們在過去一週做了什麼，試著找到一些可用來加入劇情的趣事。他也說「很多時候，當我們真的卡住，我們會開始將心中想到的任何事說出來，通常是最糟的事；接著就有人會覺得那很糟糕，同時給出更好的點子，接下來，就像球就這麼自然滾動起來」。沃德也透露此系列的一個主要靈感來源，是奇幻角色扮演遊戲「龍與地下城」（縮寫D&D）。在系列上映前，劇組中有許多人是該遊戲的狂熱粉絲，然而寫作及整合電視系列所帶來的忙碌行程，使他們不能再撥出時間來玩遊戲。沃德解釋因為劇組太忙了，他們會嘗試寫一些「他們會想用來玩D&D」的故事。有時候，編劇和分鏡師會開會，玩各式各樣的創作遊戲。其中一種是故事接龍，玩法是將一張紙摺成四等份，第一格先以塗鴉作為開頭然後傳下去，所有人輪一圈來完成故事的起承轉合。有幾集是用上述遊戲做出來，像是第五季的如夢一場、第六季的老皮來講古:258, 260-261；然而沃德注意到「那些點子通常很糟糕」。分鏡師科爾·桑切斯透露，每集的腳本，不是藉由延伸這些創作遊戲所產生的好點子，就是基於某位分鏡師所期望能發展成一集所提出的一個想法。

#### 動畫
在編劇做出故事後，這些想法會被編成成兩到三頁內含「重點」的草圖。接著該草圖會送交分鏡師，通常是兩人負責一集並讓各集負責的成員們各自作業，以避免失去靈感或者不同集之間的主調太像:346。他們有一週的時間琢磨故事情節，並且用動作、對話和梗來補充細節。沃德和幾位創意總監，複查故事板並做筆記後，分鏡師會在另外一週內，根據筆記的指示修訂內容；故事板的撰寫及修訂可以花到一個月。
校訂之後，該集所需要的配音會錄製好，而且樣片會再修剪，讓一集長度可以維持在11分鐘左右；道具、角色和背景設計師接著進行創作和整理設計。在此之後動畫的製程便開始。每集的設計和上色在卡通頻道於加州伯本克的總部完成，動畫則跨海在韓國處理。動畫部分通常由草圖韓國或者Saerom動畫製作；需時三至五個月，在此期間會完成重製、配樂和聲音設計等。大部分集數的動畫，是先在紙上手繪好、再數位化並上色。執行總監弗雷德·塞伯特描述，動畫風格受菲力貓、馬克思·弗萊舍的卡通系列、以及「電玩世界」的影響:346。一旦動畫完成就會送回美國校閱，期間製作人員會尋找動畫的失誤，或「沒有依照（製作人員）意願呈現的動畫」，問題送回韓國修正後該集就算完成了。由於一集的製作時間就要八到九個月，所以實際上是好幾集同時製作。
雖然大部分集數都是交給韓國的動畫工作室製作動畫，不過偶爾有幾集是團隊客串邀請動畫師、導演來參與製作。例如，第二季的電玩世界有一部分使用三維渲染手法模擬電玩；還尋求動畫師江軻（Jacky Ke Jiang）的幫助，讓他一手完成該集五分鐘半的電腦動畫片段。另外，第五季的刪除全宇宙由愛爾蘭製片人兼編劇大衛·奧賴利撰寫及指導，該集具備他獨特的3D動畫特色。詹姆斯·巴克斯特負責第五季的小碼哥金歡喜、第八季的小碼哥的重生裡一部分的動畫製作:299；兩集中的主角「小碼哥」（James Baxter）就是直接用他的名字。第六季的神奇食物鏈由湯淺政明編劇，並由他的工作室製作；同樣在第六季的水上樂園惡作劇，則是由大衛·弗格森（David Ferguson）以Adobe動畫技術製作。第七季的正面能量猴塞雷採定格動畫手法製作，由克絲汀·勒波編劇。艾力斯與林賽·斯摩爾-伯特拉夫婦也曾客串動畫製作兩集，第八季的奇境洞穴與第九季的舊照片的回憶。

#### 配音與翻譯
英語的聲音演員包含配音老將約翰·迪·馬吉歐（飾演老皮），湯姆·肯尼（飾演冰霸王）和海登·瓦爾希（飾演泡泡糖公主）。此外傑里米·沙達給人類阿寶配音，而奧利維亞·奧森飾演艾薇爾（Marceline the Vampire Queen）。沃德他自己則提供腫泡泡公主（Lumpy Space Princess）以及一些小角色的配音。前分鏡師尼基·楊配音機器人、阿寶和老皮的遊戲機嗶莫（BMO）以及老皮的女友彩虹姊姊（Lady Rainicorn）。波利·盧·利文斯頓是沃德之母貝蒂（Bettie Ward）的一位朋友，她則是為樹鼻妹（Tree Trunks）配音。探險活寶的配音，採團體錄音的方式記錄音軌，而不是分配聲音演員到不同的錄音時段；這是為了能錄下角色間更自然的對談:346。對於小角色或者偶爾重現的角色，也經常聘請客串演員來配音，其中也會有製作團隊自己特定想找來合作的人。比如，亞當·穆托、肯特·奧斯本都曾說他們常找曾在《銀河飛龍》或《我們的辦公室》演過的人來給各種配角配音。
根據一次2013年的訪問，時任卡通頻道亞太地區的配音總監張玉華，負責改寫英文原片的台詞為中文；她大概了解故事內容、角色特性之後，也通過研究在已播放地區中，網路上的觀眾迴響來製作配音大綱:111。配音大綱完成後就會安排配音選角，以錄音室為中介，與合作譯者潤飾譯文再進行配音；每次譯者未必相同，來自三、四間合作的錄音室。配音完校對以後，便交給在香港的團隊進行後期製作:17-18, 117。儘管探險活寶在卡通頻道播出時，台灣的配音人員不會列出，不過他們其中有些由於透過接受採訪等方式，而為人所知，如阿寶由李涵菲配音、老皮由曹冀魯配音、冰霸王由夏治世配音、泡泡糖公主由林美秀配音等等。
另外，張玉華翻譯、分別作「阿寶」、「老皮」；其名字來源起初是為了形成對比。「阿寶」名字寓意是「活寶之一」，對應當時已擬定的片名翻譯「探險活寶」；而「老皮」這個名字，是源自錄音室一位工作夥伴所養的一隻狗，根據牠的名字改來的。同樣地，她也根據艾薇兒·拉維尼的形象，將翻譯為「艾薇爾」:123，而有別於常見的音譯「瑪瑟琳」。

#### 主題曲與配樂
在草擬本劇的片頭主題時，最一開始的版本，只是一些「瘋狂、荒謬」的鏡頭，用來凸顯奇特的冒險主題；主角在打隨便幾個鬼怪、還一直跳過很多東西，以及在結尾放一堆原子彈。沃德後來評論那個版本「真的很蠢」。草稿送去卡通頻道時，他們不喜歡，希望看到像是《脫線家族》比較具象化的片頭。於是，沃德參考《辛普森家庭》等劇的作法，做出一個新的片頭：鏡頭不斷前進，俯視哇賽秘境；合成器慢慢放大音量直到主題曲開始播放。這個草稿交給動畫師來完成布局，以及確定場景順序、時間。然後沃德再加入幾個角色；麥克海爾製作冰霸王的特寫，給他一個像是在「中學畢業紀念冊」上的笑容。團隊也努力讓艾薇爾一景的陰影正確呈現。俯視過後，片頭開始放主題曲，同時播出阿寶和老皮探險的景象；這一部分參考了2007年喜劇片《男孩我最壞》一種比較簡單的手法來製作。音樂放到「老皮耍酷，阿寶耍呆」一句時，阿寶、老皮名字放在他們的頭像旁邊，配純色背景。片頭播完後就會進入要播的集數。
主題曲由沃德演唱，以烏克麗麗配樂，他用比較高的音調配合烏克麗麗的音域。在短片（試播集）裡，用的樂器是原聲吉他。現行主題曲原本只是一個臨時版本，但是跟後來再錄的版本比較之後，還是決定使用這個臨時版本。因此，在這個錄音裡還能聽到一些雜音，像是老皮在跨越寒冰國時，可以聽到德里克·卓瑪的打字聲音。其他劇集裡作配樂的錄音也有雜音，是因為時任編曲的凱西·詹姆斯·巴西奇斯（Casey James Basichis）的緣故；他在自己住的公寓裡造了一艘海盜船，地板時不時會吱吱作響，還會有其他各種怪異的聲音。之後，巴西奇斯的朋友提摩西·基弗（Timothy Kiefer）也加入製作。
上述片頭和主題在大部分集數都有出現，除了七個例外。寶妹與皮姊系列的五個集數（分別是第三季的寶妹與皮姊、第五季的壞壞男孩、第六季的什麼都想要的王子、第八季的平行宇宙的故事、第九季的山寨版寶妹）使用的片頭，內容大致相似而角色全調換性別，主題曲由娜塔莎·阿萊格里演唱。第七季的迷你系列艾薇爾的神秘特輯片頭以艾薇爾為中心，主題曲由奧利維亞·奧森演唱。第八季的迷你系列島嶼大進擊片頭採海洋主題，出現幾個主要角色，由傑里米·沙達唱主題曲。第九季的迷你系列拯救哇賽秘境反映四大元素（火、冰、糖果、黏液）主題，由海登·瓦爾希唱主題曲。客串集刪除全宇宙、神奇食物鏈的片頭都是各自的導演提供的。在完結篇跟我一起來中，場景是未來的哇賽秘境，是在阿寶、老皮之後再一千年後的時代；有新角色小米（Shermy）和貝比（Beth），由配音貝比的薇洛·史密斯唱主題曲。
劇中經常穿插歌曲和配樂片段；有些歌可以對應許多特定角色。歌中，角色常常表達自己的感受，如艾薇爾在少了什麼唱的I'm Just Your Problem、阿寶在火燄公主一集唱的All Gummed Up Inside。儘管其他背景配樂是巴西奇斯、基弗兩人譜寫，關於角色本身的歌通常是分鏡師作出來的。劇中也偶爾會使用或是提及特定流行樂，即使一般而言極少這麼做。早期，弗雷德瑞特工作室偶爾在官網上傳一些歌的完整版或片段；當製作團隊註冊一個Tumblr帳號之後，這個傳統又再度延續下來。2015年11月20日，唱片公司Spacelab9推出一款限量版12吋密紋唱片，收錄許多艾薇爾的歌；之後又有2016年的The Music of Ooo，收錄38首原聲帶歌曲。

### 故事設定

#### 背景
探險活寶的故事發生在虛構的「哇賽秘境」，這是一片在「蘑菇戰爭」（Mushroom War）發生之後一千年後的未來大陸:35。潘得頓·沃德說，劇中故事發生之時，是一個炸彈落下後魔法回歸世界的時代。原本一開始的劇情背景設定純粹只是一個魔法世界，之後在製作怪怪生意人一集中，裡面有內容是冰封在冰山裡的生意人復活過來，至此劇中內容開始隱晦地指涉末日幻想主題；沃德說，這只是製作人員自行發展這個題材而已。他後來描述這個設定為「一個藏著黑暗秘密的糖果世界」，自己則是原本完全沒想過蘑菇戰爭、末日幻想之類的題材；最多只是像是「背景裡有車子埋在地下，或是其他類似的不顯眼細節」。同時，本劇的末日幻想主題，受到1979年動作片《迷霧追魂手》影響。湯姆·肯尼說這元素完美契合劇情，填滿了空白；約翰·迪·瑪吉歐也說，「哇賽秘境很明顯有問題」。
探險活寶建構出一個總體的背景故事，分散在好幾集中慢慢鋪陳。主要有涉及「蘑菇戰爭」、劇中反派角色陰魔王（The Lich）的起源，以及一些主角的背景故事。潘得頓·沃德曾說，關於戰爭的一些細節、黑暗的神話故事，讓本劇變成一個值得一提的故事；不過他也認為，假使劇情能圍繞在哇賽秘境的沉重故事會更好。

#### LGBTQ+內容
2011年9月26日，第三季第10集少了什麼播出，其中劇情可被詮釋成泡泡糖和艾薇爾之間的關係，存在浪漫潛台詞。對於兩個角色的配對名稱，英文中以一詞表示；另有一詞，是以艾薇爾（Marceline）、泡泡糖公主（Princess Bubblegum）本名造出的英文首字母縮略字，被中國大陸與台灣的觀眾、二次創作廣泛使用。播出之後，有評論家期望他們兩人的「非異性戀」暗示，可以進一步轉變為劇情支線（乃至於主線）。2018年，奧利維亞·奧森說泡泡糖和艾薇爾曾交往過；在同年播出的完結篇跟我一起來中，兩人接吻。劇組設定艾薇爾是雙性戀，此前泡泡糖公主雖然似乎曾與奶油泡芙先生約會過，不過她的確切性取向尚無明確設定。由於兩人生活在具末日幻想色彩的哇賽秘境中，性取向的確可能不會固定不變，因此有多種猜測，認為泡泡糖公主有可能是雙性戀、女同性戀者、非二元性別者、酷兒之中的其中一類（或同時兼具幾種）。
芮貝卡·薛格加入探險活寶的製作團隊時，注意到當時的編劇模式會將LGBTQ+角色從兒童節目排除，因而致力創造出G級（適合所有年齡）的「LGBTQIA角色」；在團隊期間，薛格努力促使泡泡糖公主、艾薇爾兩角色之間關係能有更多發展。2021年3月在《浮華世界》的文章中，薛格說當時創意團隊鼓勵她將自己的生活經歷融入艾薇爾這個角色，但是當「艾薇爾和泡泡糖公主的戀愛故事」這樣的構想出來之後，卡通頻道決定出手介入；她才因此察覺，這就是他們製作所要遵守的限制。2010年代早期，美國的「不問，不說」政策依然有效、同性婚姻在2015年才在美國全境合法。為迴避審查爭議，當時劇組的策略是，設定泡泡糖和艾薇爾都是上百、上千歲的角色，以前曾經有過一段關係，不過先以較為簡略、暗示的方式來鋪陳。劇情後續發展，非異性戀題材才逐漸明寫、比重變大:43-51。
分析認為，探險活寶從開始到結束的這段期間，卡通界的生態已經有相當大的轉變，因此逐漸可以直接在作品裡「確認」同性戀愛關係，讓觀眾可以從這角度重新回顧兩個角色過去的互動。梅伊·魯德（Mey Rude）寫道，這在動畫界以及電視產業帶來影響；她也評價若沒有探險活寶，就沒有後來的《神臍小捲毛》、《我愛阿噗》、《夏令營奇幻島》、《瑞克和莫蒂》等作品。希瑟·霍根（Heather Hogan）說，此劇對同性戀觀眾是一大鼓舞。

### 完結與後續
在《探險活寶》最後一季製作期間，卡通頻道以及一些製作人員都曾提及這個影集的收尾。如奧利維亞·奧森（艾薇爾的配音）曾說因為這樣的討論已經有一段時間，影集製作結局一事一直被拖延。在接受《洛杉磯時報》採訪時，羅伯·索爾徹解釋卡通頻道要結束《探險活寶》的考慮因素：
「《探險活寶》對卡通頻道的重要性越降越低，不過我們還是製作了非常多集。而且我也開始覺得『（把結局製作出來）不是一個公司倉促得出的決定，它是需要經過長期討論的』；況且如果我們不及時處理這件事，隨著卡通頻道的觀眾們年紀變大、觀眾群也跟著改變，我們可能來不及給他們一個完整的大結局。」
於是，卡通頻道在2016年9月29日宣布，《探險活寶》將在第十季結束。根據奧斯本所言，卡通頻道在本劇完結之前，給編劇們有充分時間與機會想出結尾。在一場《電視指南》的採訪中，穆托解釋在最後一集以前，已經安排許多配角在其他之前的集數中結束劇情支線，以免到最後要塞太多東西；把他們輕輕帶過，使得最後一集「不會這麼擁擠」。《探險活寶》最後一集是一部特輯，標題為跟我一起來，由湯姆·赫畢希、史特夫·沃爾菲德、亞歷克斯·森瓦爾德、山姆·阿爾登等人起草劇情，再由赫畢希、沃爾菲德、艾許利·柏區、導演亞當·穆托、肯特·奧斯本以及本劇原創人潘得頓·沃德等編寫故事。前背景製作人Ghostshrimp也回來協助製作，他先前在第四季製作期間就已經離開製作群。根據2016年11月中旬時的編劇彭達維斯所言，最後關於劇情的討論在11月21日進行。奧斯本的推文則顯示，在阿爾登以及奈斯特倫在場的情況下，動畫腳本的最後版本在11月28日脫稿；之後在同年12月的第三周完成製作。根據一些配音演員如瑪莉亞·班福德與安迪·米洛納克斯的說法，配音在2017年1月31日結束。跟我一起來在2018年9月3日播出之後，獲得很高的評價。
《探險活寶》原劇完結後，2020年卡通頻道在HBO Max串流平台上推出第一部特別篇《探險活寶：遙遠的秘境》（Adventure Time: Distant Lands），共有四集。2023年以寶妹與皮姊為題材，推出第二部特別篇《探險活寶：寶妹與皮姊》。在2024年安錫國際動畫影展中，卡通頻道又宣布正在製作一部衍生電影，以及兩部兒童向（分別關於阿寶與嗶莫）的衍生作品。

## 集數

### 播映
探險活寶一集約11分鐘，為配合電視半小時為單位的播放方式，通常一次播兩集。2010年，在第一季的首播之前，卡通頻道曾選怪怪生意人（3月11日）、驅逐出境（3月18日）兩集播出，來給當時尚未上映的探險活寶作廣告宣傳。2010年4月5日，探險活寶正式在美國首次上映，首播集為殭屍入侵。後面幾季也穿插三個迷你劇集，分別是艾薇爾的神秘特輯（2015年）、島嶼大進擊（2017年）、拯救哇賽秘境（2017年）；它們依序在第七季、第八季、第九季裡。第七季原本應該包含39集，也就是從泡泡糖有弟弟開始、完結於失控的蘇珊。但是當這些集數上傳到CartoonNetwork.com等平台時，卡通頻道卻決定將第七季截止在黃色警戒，共有26集而非39集。因此在這之後的集數、季數變動如表所示：
| 探險活寶季數、集數變動 | 探險活寶季數、集數變動 | 探險活寶季數、集數變動 | 探險活寶季數、集數變動 | 探險活寶季數、集數變動 | 探險活寶季數、集數變動 | 探險活寶季數、集數變動 | 探險活寶季數、集數變動 | 探險活寶季數、集數變動 | 探險活寶季數、集數變動 | 探險活寶季數、集數變動 | 探險活寶季數、集數變動 | 探險活寶季數、集數變動 | 探險活寶季數、集數變動 | 探險活寶季數、集數變動 | 探險活寶季數、集數變動 | 探險活寶季數、集數變動 | 探險活寶季數、集數變動 | 探險活寶季數、集數變動 | 探險活寶季數、集數變動 | 探險活寶季數、集數變動 | 探險活寶季數、集數變動 | 探險活寶季數、集數變動 | 探險活寶季數、集數變動 | 探險活寶季數、集數變動 | 探險活寶季數、集數變動 | 探險活寶季數、集數變動 | 探險活寶季數、集數變動 | 探險活寶季數、集數變動 | 探險活寶季數、集數變動 | 探險活寶季數、集數變動 | 探險活寶季數、集數變動 | 探險活寶季數、集數變動 | 探險活寶季數、集數變動 | 探險活寶季數、集數變動 | 探險活寶季數、集數變動 | 探險活寶季數、集數變動 | 探險活寶季數、集數變動 | 探險活寶季數、集數變動 | 探險活寶季數、集數變動 | 探險活寶季數、集數變動 | 探險活寶季數、集數變動 | 探險活寶季數、集數變動 | 探險活寶季數、集數變動 | 探險活寶季數、集數變動 | 探險活寶季數、集數變動 | 探險活寶季數、集數變動 | 探險活寶季數、集數變動 | 探險活寶季數、集數變動 | 探險活寶季數、集數變動 | 探險活寶季數、集數變動 | 探險活寶季數、集數變動 | 探險活寶季數、集數變動 | 探險活寶季數、集數變動 | 探險活寶季數、集數變動 | 探險活寶季數、集數變動 | 探險活寶季數、集數變動 | 探險活寶季數、集數變動 | 探險活寶季數、集數變動 | 探險活寶季數、集數變動 | 探險活寶季數、集數變動 | 探險活寶季數、集數變動 | 探險活寶季數、集數變動 | 探險活寶季數、集數變動 | 探險活寶季數、集數變動 | 探險活寶季數、集數變動 | 探險活寶季數、集數變動 | 探險活寶季數、集數變動 | 探險活寶季數、集數變動 | 探險活寶季數、集數變動 | 探險活寶季數、集數變動 | 探險活寶季數、集數變動 | 探險活寶季數、集數變動 | 探險活寶季數、集數變動 | 探險活寶季數、集數變動 | 探險活寶季數、集數變動 | 探險活寶季數、集數變動 | 探險活寶季數、集數變動 | 探險活寶季數、集數變動 | 探險活寶季數、集數變動 | 探險活寶季數、集數變動 | 探險活寶季數、集數變動 | 探險活寶季數、集數變動 | 探險活寶季數、集數變動 |
| ---------------------- | ---------------------- | ---------------------- | ---------------------- | ---------------------- | ---------------------- | ---------------------- | ---------------------- | ---------------------- | ---------------------- | ---------------------- | ---------------------- | ---------------------- | ---------------------- | ---------------------- | ---------------------- | ---------------------- | ---------------------- | ---------------------- | ---------------------- | ---------------------- | ---------------------- | ---------------------- | ---------------------- | ---------------------- | ---------------------- | ---------------------- | ---------------------- | ---------------------- | ---------------------- | ---------------------- | ---------------------- | ---------------------- | ---------------------- | ---------------------- | ---------------------- | ---------------------- | ---------------------- | ---------------------- | ---------------------- | ---------------------- | ---------------------- | ---------------------- | ---------------------- | ---------------------- | ---------------------- | ---------------------- | ---------------------- | ---------------------- | ---------------------- | ---------------------- | ---------------------- | ---------------------- | ---------------------- | ---------------------- | ---------------------- | ---------------------- | ---------------------- | ---------------------- | ---------------------- | ---------------------- | ---------------------- | ---------------------- | ---------------------- | ---------------------- | ---------------------- | ---------------------- | ---------------------- | ---------------------- | ---------------------- | ---------------------- | ---------------------- | ---------------------- | ---------------------- | ---------------------- | ---------------------- | ---------------------- | ---------------------- | ---------------------- | ---------------------- | ---------------------- | ---------------------- | ---------------------- | ---------------------- |
| 原定順序 :300          | 第七季                 | 第七季                 | 第七季                 | 第七季                 | 第七季                 | 第七季                 | 第七季                 | 第七季                 | 第七季                 | 第七季                 | 第七季                 | 第七季                 | 第七季                 | 第七季                 | 第七季                 | 第七季                 | 第七季                 | 第七季                 | 第七季                 | 第七季                 | 第七季                 | 第七季                 | 第七季                 | 第七季                 | 第七季                 | 第七季                 | 第七季                 | 第七季                 | 第七季                 | 第七季                 | 第七季                 | 第七季                 | 第七季                 | 第七季                 | 第七季                 | 第七季                 | 第七季                 | 第七季                 | 第七季                 | 第八季                 | 第八季                 | 第八季                 | 第八季                 | 第八季                 | 第八季                 | 第八季                 | 第八季                 | 第八季                 | 第八季                 | 第八季                 | 第八季                 | 第八季                 | 第八季                 | 第八季                 | 第八季                 | 第八季                 | 第八季                 | 第八季                 | 第八季                 | 第八季                 | 第八季                 | 第八季                 | 第八季                 | 第八季                 | 第八季                 | 第八季                 | 第八季                 | 第九季                 | 第九季                 | 第九季                 | 第九季                 | 第九季                 | 第九季                 | 第九季                 | 第九季                 | 第九季                 | 第九季                 | 第九季                 | 第九季                 | 第九季                 | 第九季                 | 第九季                 | 第九季                 |
| 原定順序 :300          | 1                      | 2                      | 3                      | 4                      | 5                      | 6                      | 7                      | 8                      | 9                      | 10                     | 11                     | 12                     | 13                     | 14                     | 15                     | 16                     | 17                     | 18                     | 19                     | 20                     | 21                     | 22                     | 23                     | 24                     | 25                     | 26                     | 27                     | 28                     | 29                     | 30                     | 31                     | 32                     | 33                     | 34                     | 35                     | 36                     | 37                     | 38                     | 39                     | 1                      | 2                      | 3                      | 4                      | 5                      | 6                      | 7                      | 8                      | 9                      | 10                     | 11                     | 12                     | 13                     | 14                     | 15                     | 16                     | 17                     | 18                     | 19                     | 20                     | 21                     | 22                     | 23                     | 24                     | 25                     | 26                     | 27                     | 28                     | 1                      | 2                      | 3                      | 4                      | 5                      | 6                      | 7                      | 8                      | 9                      | 10                     | 11                     | 12                     | 13                     | 14                     | 15                     | 16                     |
| 現行順序               | 第七季                 | 第七季                 | 第七季                 | 第七季                 | 第七季                 | 第七季                 | 第七季                 | 第七季                 | 第七季                 | 第七季                 | 第七季                 | 第七季                 | 第七季                 | 第七季                 | 第七季                 | 第七季                 | 第七季                 | 第七季                 | 第七季                 | 第七季                 | 第七季                 | 第七季                 | 第七季                 | 第七季                 | 第七季                 | 第七季                 | 第八季                 | 第八季                 | 第八季                 | 第八季                 | 第八季                 | 第八季                 | 第八季                 | 第八季                 | 第八季                 | 第八季                 | 第八季                 | 第八季                 | 第八季                 | 第八季                 | 第八季                 | 第八季                 | 第八季                 | 第八季                 | 第八季                 | 第八季                 | 第八季                 | 第八季                 | 第八季                 | 第八季                 | 第八季                 | 第八季                 | 第八季                 | 第九季                 | 第九季                 | 第九季                 | 第九季                 | 第九季                 | 第九季                 | 第九季                 | 第九季                 | 第九季                 | 第九季                 | 第九季                 | 第九季                 | 第九季                 | 第九季                 | 第十季                 | 第十季                 | 第十季                 | 第十季                 | 第十季                 | 第十季                 | 第十季                 | 第十季                 | 第十季                 | 第十季                 | 第十季                 | 第十季                 | 第十季                 | 第十季                 | 第十季                 | 第十季                 |
| 現行順序               | 1                      | 2                      | 3                      | 4                      | 5                      | 6                      | 7                      | 8                      | 9                      | 10                     | 11                     | 12                     | 13                     | 14                     | 15                     | 16                     | 17                     | 18                     | 19                     | 20                     | 21                     | 22                     | 23                     | 24                     | 25                     | 26                     | 1                      | 2                      | 3                      | 4                      | 5                      | 6                      | 7                      | 8                      | 9                      | 10                     | 11                     | 12                     | 13                     | 14                     | 15                     | 16                     | 17                     | 18                     | 19                     | 20                     | 21                     | 22                     | 23                     | 24                     | 25                     | 26                     | 27                     | 1                      | 2                      | 3                      | 4                      | 5                      | 6                      | 7                      | 8                      | 9                      | 10                     | 11                     | 12                     | 13                     | 14                     | 1                      | 2                      | 3                      | 4                      | 5                      | 6                      | 7                      | 8                      | 9                      | 10                     | 11                     | 12                     | 13                     | 14                     | 15                     | 16                     |

2017年7月18日發售的第七季DVD中，其中一集嗶莫的成長之旅本為上下兩集分開，DVD將它算做一集，因此該光碟只有25集；不過實際上，這兩個集數製作時間和製作代碼都不同。根據之前已承認檸檬希望的使命上下集算作兩集的先例，為了前後的連貫性，在其他場合，嗶莫的成長之旅仍然被算作兩集。
在前六季，大致上每週都有新集數首映。自2014年11月，探險活寶的首播開始改採「連播」（bomb）的方式，即在特定幾週內一天播出一集。這樣的變動擾亂許多劇迷的觀看模式；戴夫·特朗波（Dave Trumbore）曾於Collider撰文：「當還是以前的播放方式的時候，要追蹤劇情比較容易；有些集數可是相當瘋狂，充斥尚未完全揭露以及不合常理的劇情。然而在後幾季，播放模式變得分散不均勻，更容易錯過那些很天馬行空的部分。」2018年，探險活寶進行最後一次首映，在播完第十季之後宣告完結；之後曾在迴旋鏢、Adult Swim頻道重播過。
在全球各地首播的時間因集而異，無固定時程，也曾全球同步過:116。在台灣，探險活寶於卡通頻道在2011年7月4日首播，是在「歡樂8點檔」中兩個小時內播的卡通之一（其他在此時段的卡通是《愛酷一族》、《愛吃鬼巧達》以及《加菲貓2》）。翻譯、國語錄音所需時間不定，大致需要六至八個星期；同時由於內部策略調整，在美國播放的有些集數在台灣沒有播放:116, 125。之後，後兩個迷你系列，島嶼大進擊於2017年3月13日首映、拯救哇賽祕境於2017年6月19日首映；而最後一集跟我一起來的首播日期是2018年11月24日。2021年，除了台灣的卡通頻道之外，HBO溫馨家庭也曾播出探險活寶。

### 收視率
首映之後，在卡通頻道的節目中，探險活寶成功獲得高收視率。2010年的首播日有近250萬人觀看，該集相當成功；卡通頻道的新聞稿指，當時的觀看數比起往年，在百分比上增長了三位數。這時，估計有1661萬位介於2歲至11歲的兒童觀看卡通頻道，比起往年增加110%；9歲至14歲的觀看者則估計有約83萬7千位，比往年增加239%。尼爾森收視率於2012年所作報告裡，年齡介在2歲至14歲的男童中，該劇排名始終名列第一。據時代雜誌報導，在2013年三月，該劇每集平均有兩、三百萬人觀看。而在美國每一季的收視率統計如下：

| 探險活寶各季收視率 | 探險活寶各季收視率 | 探險活寶各季收視率 | 探險活寶各季收視率 | 探險活寶各季收視率 | 探險活寶各季收視率 | 探險活寶各季收視率 | 探險活寶各季收視率 | 探險活寶各季收視率 | 探險活寶各季收視率 | 探險活寶各季收視率 |
| 季數               | 1                  | 2                  | 3                  | 4                  | 5                  | 6                  | 7                  | 8                  | 9                  | 10                 |
| ------------------ | ------------------ | ------------------ | ------------------ | ------------------ | ------------------ | ------------------ | ------------------ | ------------------ | ------------------ | ------------------ |
| 觀看數（萬人）     | 249.7              | 200.1              | 268.6              | 265.5              | 343.5              | 332.1              | 107.4              | 113.4              | 71.2               | 76.6               |
| 參考資料           | [ 171 ]            | [ 173 ]            | [ 174 ]            | [ 175 ]            | [ 176 ]            | [ 177 ]            | [ 178 ]            | [ 179 ]            | [ 180 ]            | [ 181 ]            |

最後一集跟我一起來於2018年9月3日播出，有92萬人收看，在18到49歲的觀眾群中尼爾森收視率為0.25（代表該年齡層有0.25%的人觀看）；當日最多人觀賞的有線電視節目中，《探險活寶》排名第二十五。

### 合集與串流平台
在美國本土，全部季數皆已推出DVD，前6季另有藍光光碟版本。而包括所有集數的DVD全集在2019年4月30日推出。2013年3月30日，探險活寶第一季可在Netflix的串流影片服務中觀看，第二季則在2014年3月30上線；不過兩季之後在2015年3月30日下架。Hulu則在2015年5月1日提供本劇的串流服務。

## 迴響

### 評論
本作廣受讚譽。影音俱樂部的扎克·漢德倫（Zack Handlen）稱其為「一部非常棒的節目，完美結合兒童、成人娛樂的灰色地帶，能同時滿足對成熟（奇怪）的劇情和普通、經典傻氣的渴望」。又總結道，該劇基本上會是12歲小孩作出卡通的樣子，只不過是最好的版本，彷彿他們都是像史丹·李、傑克·科比、馬克思兄弟一樣的天才。
《探險活寶》由於跟過去卡通有相通之處，受到讚揚。電視批評家羅伯特·洛依德（Robert Lloyd）於《洛杉磯時報》文章中，將其與一些能將一切帶進疲軟生活，「年輕、可喜」的卡通相提並論。羅伯特·麥勞夫林（Robert Mclaughlin）於Den of Geek的文章也表達類似感受，如此寫道：「探險活寶是長久以來，第一個充滿純粹想像力的卡通。」並讚美該劇不必一直依賴流行文化。IndieWire的艾瑞克·科恩（Eric Kohn）說，該劇代表那十年（卡通）業界的進步。許多評論分別正面地將本劇或是其創作者，與其他具有重大文化意義的作品和個人相比擬。2013年，《娛樂週刊》上達倫·法蘭尼奇（Darren Franich）稱該劇是個科幻/幻想/恐怖/音樂元素混合的童話故事，呼應《凱文的幻虎世界》、宮崎駿、Final Fantasy系列、李察·林克雷特、《野獸國》，以及中學時代樂團音樂錄影帶，如此雜糅而成的作品。埃米莉·努斯鮑姆（Emily Nussbaum）於《紐約客》的文章，讚美探險活寶處理情感、幽默、哲學的獨特手法，比喻它像「卡爾·榮格概括出來的魔獸世界」。
《探險活寶》探索黑暗面、悲傷、複雜問題也受到讚賞。科恩稱讚本劇一再觸及背後相當讓人傷感的潛台詞的事實。小說家萊夫·葛羅斯曼於全國公共廣播電台受訪時，稱讚冰霸王的背景故事（分散在第三季到第五季中的其中三集），評論他的過去在心理層面上很合理。葛羅斯曼讚許這種方式可以探討精神疾患，如此說道：「我實在深感共鳴。我父親患阿茲海默症，已經忘記自己是誰；我看這卡通，就彷彿在看他是怎麼過世一樣。」評論也說，該劇隨著年份增長，也變得更成熟。例如，《偏鋒雜誌》有篇麥可·萊科瓦里爾（Mike LeChevallier）對第四季的評論就是如此；他由於這季極少出錯，在四星之中，他給三顆半星。本劇在幾個排名列表裡名列前茅。《娛樂週刊》在「最佳動畫電視劇」前25名中，給探險活寶第20名。同樣，影音俱樂部評價探險活寶是當時正在播放的節目中，獨樹一幟的動畫作品。
同時也有其他批評。上述萊科瓦里爾的評論中，同時還有「這麼短的集數還可以再加入一些情感成分」，不過這是短集數很難避免的問題。獨立卡通學者和評論家大衛·珀爾馬特（David Perlmutter）一方面稱讚配音、超越原本題材兩個面向，一方面也認為喜劇成分比重高低不定，反映出卡通頻道本身也不確定應追求的方向。同時也寫道，有些探險活寶集數作得很好，有些卻很讓人困惑。英國《大都市報》提到一些該劇令人不安的情境、偶爾出現的成人主題題材以及一些影射，這些都可能是家長不願讓自己的小孩觀看的原因。

### 業界影響
有些在探險活寶團隊擔任過分鏡師的人，之後創造出自己的作品。例如：
- 帕特里克·麥克海爾（英语：Patrick McHale (artist)）（曾任編劇、分鏡師、創意總監）：2014年迷你劇集《謎樣森林》作者[202]
- J·G·昆塔（英语：J.G. Quintel）（曾任分鏡師）：2010年動畫影集《天兵公園》、2020年Netflix動畫影集《人生差一點》作者
- 彼得·布朗加特（英语：Peter Browngardt）（曾任分鏡師）：2013年動畫影集《天才阿公》、2020年《樂一通卡通（英语：Looney Tunes Cartoons）》作者[203]
- 芮貝卡·薛格（曾任分鏡師）：2013年動畫影集《神臍小捲毛》作者[204]
- 伊恩·瓊斯-誇泰（英语：Ian Jones-Quartey）（曾任分鏡師、監製）：2017年動畫影集《OK K.O.!》作者[205]
- 斯蓋勒·佩基（英语：Skyler Page）（曾任分鏡師）：2014年動畫影集《我愛阿噗》原作者[206]
- 茱莉亞·波特（Julia Pott，曾任編劇）：2018年動畫影集《夏令營奇幻島》作者[207]
- 伊麗莎白·伊托（Elizabeth Ito，曾任分鏡師）：2021年Netflix影集《亡靈之城（英语：City of Ghosts (TV series)）》作者[208]

海蒂·麥當勞（Heidi MacDonald）曾撰文稱，聘請曾在探險活寶（或者其他卡通頻道、尼克卡通節目）團隊內的獨立漫畫師，形成一股動畫界的淘金潮，大型工作室為他們的節目招募各種人才；同篇文章還說「你最喜歡的獨立漫畫師，可能就在探險活寶做分鏡。」她還指出，探險活寶已影響當代漫畫的風格：
若要說有什麼變化，我走在小型作品博覽會（Small Press Expo，SXP）之類的展覽裡，注意到探險活寶在許多小型漫畫上的影響：過去在這裡，年輕的漫畫家按照傳統上丹尼爾·高維斯、克里斯·韋爾做法，清一色都是做出憂鬱、男性化、自我頹廢加厭世的作品；現在，很多攤子上主打幻想史詩題材，裡面有五彩繽紛的角色、大量會說話的動物等的虛構世界。準備嶄露頭角的漫畫家受探險活寶薰陶，實在不足為奇。畢竟，他們20多歲做漫畫，之前可能15歲起就在看這作品。
在《Paste》雜誌的一次專訪裡，芮貝卡·薛格說在探險活寶團隊的時候，與獨立漫畫家、地下漫畫家（如沃德、麥克海爾和穆托）交流，是顛覆過去經歷的一種體驗，因為他們曾告訴自己，畫漫畫時可以直接按照自己的意思畫，不必有所保留。她也認為，此後的許多動畫作品也受到本劇「很畫師導向」的做法啟發，讓獨立漫畫家在劇情內容走向上可以有更大的發言權。

### 學術研究
探險活寶呈現性別以及性別角色的方式，曾引起學術研究的興趣。新南威爾斯大學的研究員艾瑪·簡（Emma A. Jane）說，兩個主角都是男性，而他們所在的幾集裡，很多都是他們訴諸暴力救公主；然而，像其他眾多角色一樣，他們一點都不符合刻板印象，顛覆很多對他們性別角色的期待。男女兩性別的正反派角色、配角數量大致相近；也有一些無所謂性別，是用一些如睫毛、頭髮等來表明性格特徵，而不是性別；不同個性的角色無關性別。有幾景意味著有些角色屬非二元性別，也有所謂酷兒、跨性別元素的潛台詞。卡洛琳·萊斯利（Carolyn Leslie）於英國牛津大學的Screen期刊中，同樣寫道，儘管同時有兩位男主角，《探險活寶》尤其強烈挑戰性別刻板印象；她舉泡泡糖公主、嗶莫、寶妹以及皮姊等角色，作為不願被輕易歸類、性別化的範例。
第一本非虛構內容、由學術方式探討《探險活寶》的書是2015年的《Adventure Time and Philosophy》；該書由多種角度探討該劇，並由它來探索不同哲學思想。2020年七月，保羅·湯瑪斯（Paul Thomas）獨自完成《Exploring the Land of Ooo》一書；除了闡明該劇的製作史，書中內容也探討劇中敘事深度、劇情的追溯連貫性以及對英雄旅程的推測。

### 粉絲

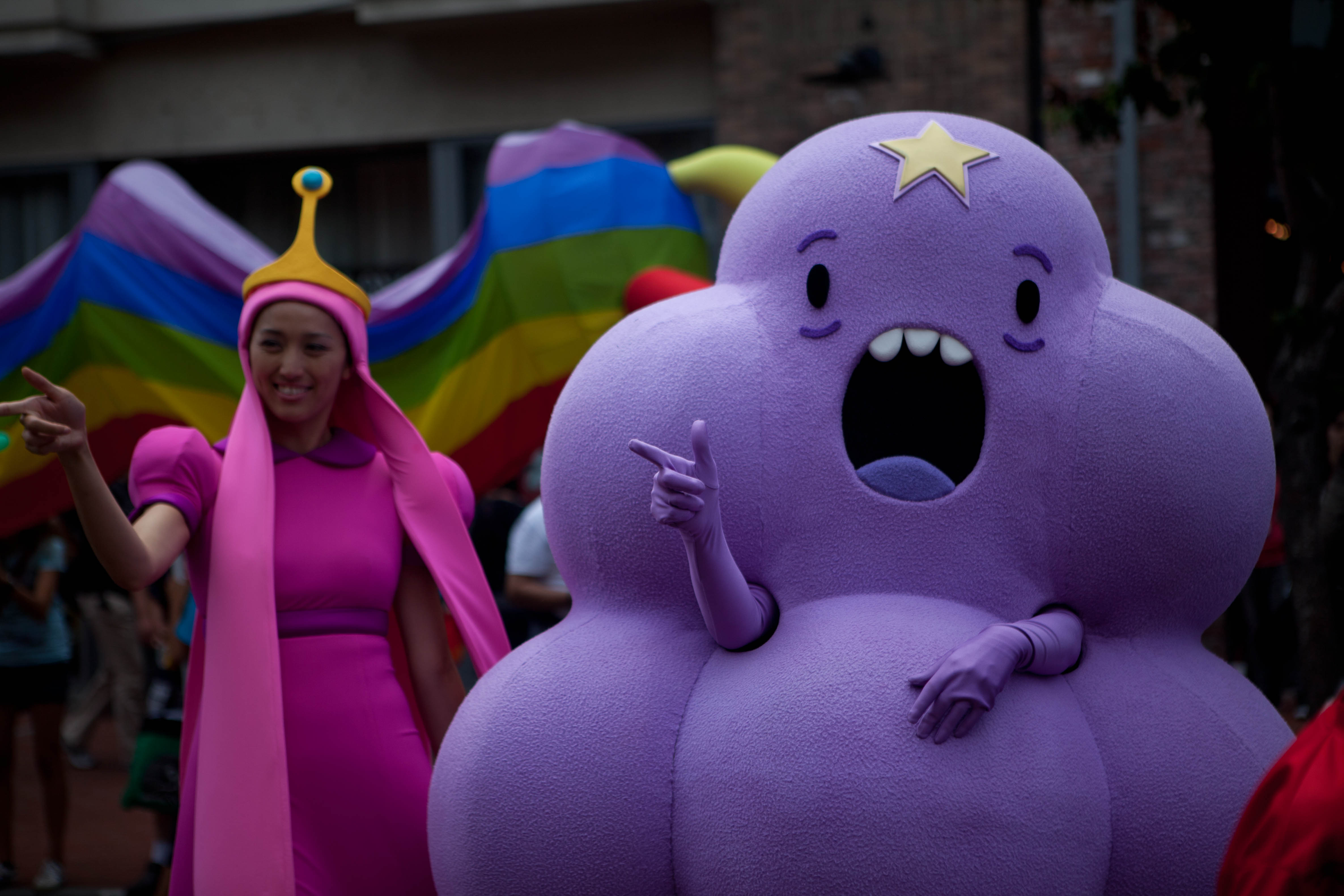
探險活寶的粉絲角色扮演泡泡糖公主（左）和腫泡泡公主（右）。

從播出起，探險活寶吸引來自兒童、青少年以及成人的廣大粉絲群；根據影音俱樂部的評論家諾爾·莫瑞（Noel Murray）所言，這些粉絲被吸引過來，是因為這部卡通充滿傻氣的幽默、創意故事，以及一個熙來攘往的世界。儘管這部作品常被描述成有如「邪典追捧」，艾瑞克·科恩（Eric Kohn）說它似乎開始帶動十年以來的一個巨大的影視奇蹟。據《時人》雜誌中艾力士·海格（Alex Heigl）的文章，這部作品的粉絲精通網路，在Reddit、Imgur、Tumblr都有龐大社群，常常熱烈地分享GIF、粉絲作品以及劇情理論。2016年，一份《紐約時報》的資料研究指，在50個電視節目中，探險活寶得到最多Facebook讚數；三分之二的讚數來自18到24歲的觀眾。
本劇在愛好者展覽中相當受歡迎，比如聖地牙哥國際漫畫展。莫藹明說道：「今年（2014年）的漫畫展反映探險活寶越來越成功，有幾次放映、還有配音朗誦台詞。」在角色扮演者間，探險活寶也很受歡迎；也有行為藝術家穿上服裝、配件來扮成劇中角色。莫藹明也寫道：「看這些人，很明顯，穿阿寶的招牌藍衣服和白帽子的人不下上百位，男女都有。」在一次訪談中，配音艾薇爾的奧利維亞·奧森說：「真的，到處看、放眼望去，總有一兩個人扮成阿寶。不可思議。」

## 相關媒體

### 漫畫系列

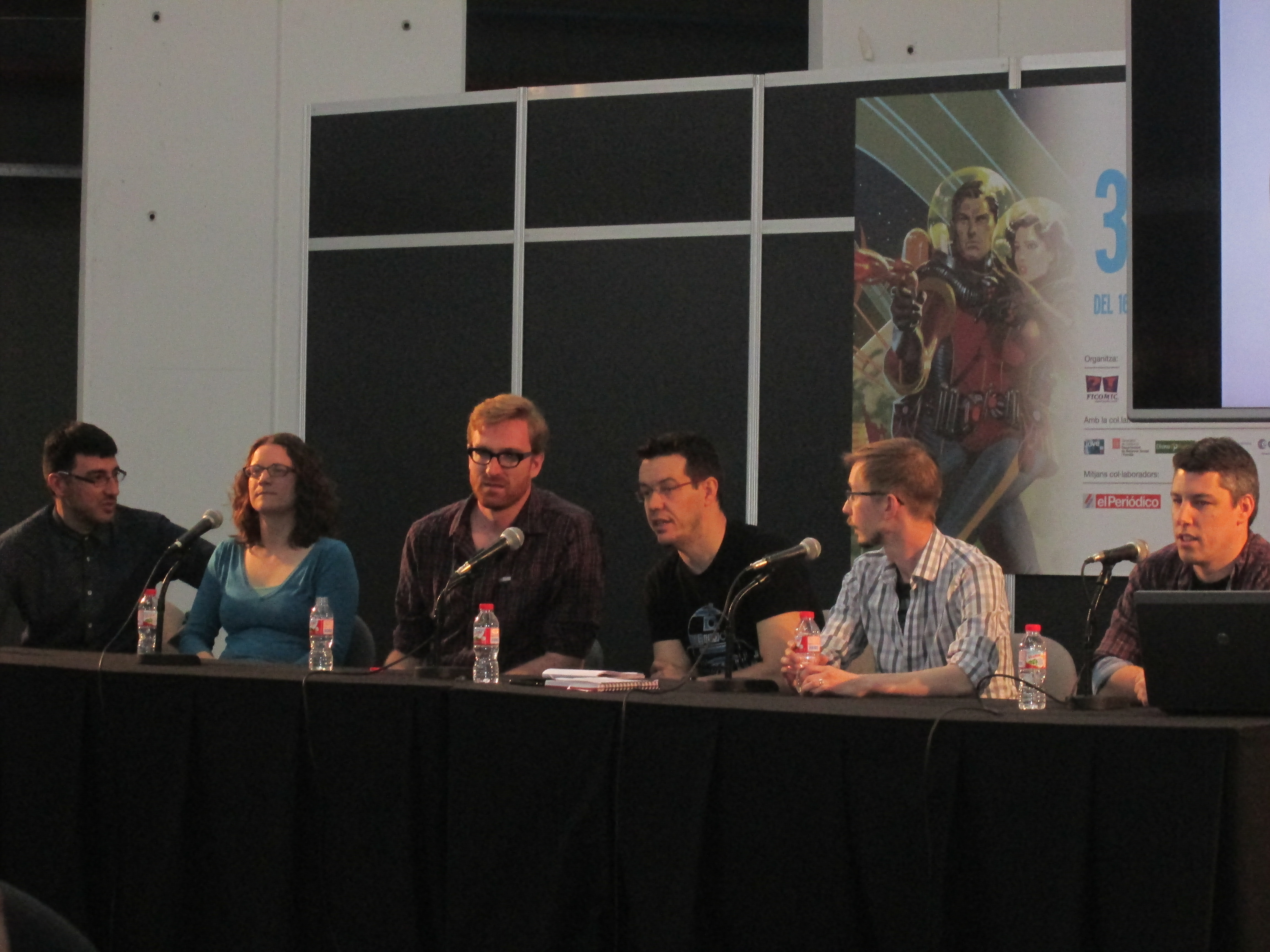
《探險活寶》漫畫系列獲獎者萊恩·諾斯（左起第三）與其他計畫成員；於2015年的巴塞隆納國際漫畫展

2011年11月19日，Boom!工作室旗下KaBOOM!獨立網絡漫畫作者萊恩·諾斯撰寫《探險活寶》漫畫系列計劃。該系列作品於2012年2月8日推出，由布蘭登·蘭姆（Braden Lamb）等人所繪製。2018年4月25日，這個漫畫系列計劃在出到第75本之後，就宣告解散。在台灣，曾有前12本漫畫的中文版翻譯出版。
由於上述漫畫系列的成功，之後陸續還有其他由探險活寶劇情衍生的漫畫發行。其中幾個系列如表所示：
| 英文名稱                                        | 主編                               | 發行日期       | 完結日期       | 冊數 | 參考來源          |
| ----------------------------------------------- | ---------------------------------- | -------------- | -------------- | ---- | ----------------- |
| Adventure Time: Marceline and the Scream Queens | 梅雷迪思·格蘭（Meredith Gran）                  | 2012年7月11日  | 2012年12月12日 | 6    | [ 228 ]           |
| Adventure Time with Fionna & Cake               | 娜塔莎·阿萊格里（）                | 2013年1月2日   | 2013年6月3日   | 6    | [ 229 ] [ 註 16 ] |
| Candy Capers                                    | 阿南特·彭納加里亞（Ananth Panagariya） 太田侑子（Yuko Ota） | 2013年7月10日  | 2013年12月11日 | 6    | [ 230 ]           |
| The Flip Side                                   | 科里·庫佛（） 保羅·托賓（）        | 2014年1月8日   | 2014年6月4日   | 6    | [ 231 ]           |
| Banana Guard Academy                            | 肯特·奧斯本（）                    | 2014年7月9日   | 2014年12月7日  | 6    | [ 232 ] [ 233 ]   |
| Adventure Time: Marceline Gone Adrift           | 梅雷迪思·格蘭（Meredith Gran）                  | 2015年1月14日  | 2015年6月10日  | 6    | [ 234 ] [ 235 ]   |
| Adventure Time with Fionna and Cake: Card Wars  | 珍妮佛·王（）                      | 2015年7月15日  | 2015年12月16日 | 6    | [ 236 ] [ 237 ]   |
| Adventure Time: Ice King                        | 埃米莉·帕里奇（Emily Partridge）                  | 2016年1月20日  | 2016年6月15日  | 6    | [ 238 ] [ 239 ]   |
| Adventure Time/Regular Show                                 | 科納·麥克萊里（Conor McCreery）                  | 2017年8月2日   | 2018年1月10日  | 6    | [ 240 ] [ 241 ]   |
| Adventure Time Season 11                        | 泰德·安德森（Ted Anderson）                    | 2018年10月24日 | 2019年3月27日  | 6    | [ 註 18 ]         |
| Adventure Time: Marcy & Simon                   | 奧利維亞·奧森（）                  | 2019年1月16日  | 2019年6月19日  | 6    | [ 246 ]           |

另外還有圖像小說系列：
| 英文名稱                   | 主編                                | 發行日期       | 參考來源 |
| -------------------------- | ----------------------------------- | -------------- | -------- |
| Playing with Fire          | 丹妮爾·科爾西托（）                 | 2012年7月11日  | [ 247 ]  |
| Pixel Princesses           | 丹妮爾·科爾西托（）                 | 2013年11月6日  | [ 248 ]  |
| Seeing Red                 | 凱特·萊斯（）                       | 2014年3月5日   | [ 249 ]  |
| Bitter Sweets              | 凱特·萊斯（）                       | 2014年11月5日  | [ 250 ]  |
| Graybles Schmaybles        | 丹妮爾·科爾西托（）                 | 2015年4月1日   | [ 251 ]  |
| Masked Mayhem              | 凱特·萊斯（） 梅雷迪思·麥克拉倫（Meredith McClaren） | 2015年11月11日 | [ 252 ]  |
| The Four Castles           | 喬許·特魯希略（）                   | 2016年5月4日   | [ 253 ]  |
| President Bubblegum        | 喬許·特魯希略（）                   | 2016年9月27日  | [ 254 ]  |
| Brain Robbers              | 喬許·特魯希略（）                   | 2017年3月27日  | [ 255 ]  |
| The Ooorient Express       | 傑里米·索雷澤（）                   | 2017年7月18日  | [ 256 ]  |
| Princess & Princess        | 傑里米·索雷澤（）                   | 2018年1月24日  | [ 257 ]  |
| Thunder Road               | 傑里米·索雷澤（）                   | 2018年6月13日  | [ 258 ]  |
| Marceline the Pirate Queen | 利亞·威廉斯（Leah Williams）                     | 2019年2月26日  | [ 259 ]  |

### 書籍
有一些書籍是以探險活寶為題材。《The Adventure Time Encyclopaedia》於2013年7月22日出版，作者是喜劇演員馬丁·奧森（奧利維亞·奧森之父），他曾給配角寒森阿巴迪爾（Hunson Abadeer）配音；之後還有一本《Adventure Time: The Enchiridion & Marcy's Super Secret Scrapbook!!!》，於2015年10月6日出版。奧森父女兩人合寫這本書，內容體裁是「英雄寶典」和艾薇爾的個人日記的結合。官方於2014年10月14日推出設定集，標題是《Adventure Time: The Art of Ooo》，裡面收錄對製作團隊的訪談，由名導演、編劇吉勒摩·戴托羅作序。有兩部合集是收錄劇集中的標題卡；有一本食譜取材自劇中內容，然後有一部散文小說合集取名為《Epic Tales from Adventure Time》（內含The Untamed Scoundrel、Queen of Rogues、The Lonesome Outlaw、The Virtue of Ardor）；作者以化名「T. T. MacDangereuse」的名義出版它們。

### 遊戲
在一些重要的遊戲平台上，探險活寶曾推出幾款電子遊戲。第一款名叫「Adventure Time: Hey Ice King! Why'd You Steal Our Garbage?!!」，2012年3月由沃德在他的推特正式宣布；該款遊戲由WayForward開發，有任天堂DS、任天堂3DS版本，於2012年11月20日由D3 Publisher推出。翌年有另一款遊戲「探險活寶：因為好奇所以探索地牢」，遊戲內容是「阿寶和老皮要在深藏哇賽秘境地下、神祕的『皇家地下城』（Secret Royal Dungeon）裡探險，以拯救糖果王國」；2013年11月推出。2014年11月18日，「Adventure Time: The Secret of the Nameless Kingdom」推出，可以在任天堂3DS、Xbox 360、PlayStation 3、PlayStation Vita、微軟等平台上玩。2015年10月，第四款遊戲「Adventure Time: Finn & Jake Investigations」在3DS、微軟等平台上推出；它是第一款探險活寶完全由3D電腦圖形呈現的遊戲。另外一款「Adventure Time: Pirates of the Enchiridion」也於2018年7月在PlayStation 4、任天堂Switch、微軟以及Xbox One等平台上發布；它由Outright Games發布、Climax Studios開發，還邀請原團隊成員來參與其中製作。這款遊戲讓約翰·迪·瑪吉歐獲得NAVGTR獎的「喜劇表現、主演」獎項；傑里米·沙達也曾獲同獎項提名入圍。
也有其他一些規模較小的遊戲。比如在App Store (iOS/iPadOS)，有幾款名為「Legends of Ooo」、「Fionna Fights」、「Beemo – Adventure Time」、「Ski Safari: Adventure Time」的遊戲。「Finn & Jake's Quest」於2014年4月11日在Steam上發布。卡通頻道在官網上，有一款多人線上戰鬥競技場遊戲（MOBA）名為「Adventure Time: Battle Party」，於2014年6月23日推出。2015年4月，有兩份可下載的LittleBigPlanet 3內容包在PlayStation 3、PlayStation 4釋出；其中一份是探險活寶的服裝，另一份內有裝飾、貼圖、配樂、物件、背景，還附帶一個寶妹服裝。「Adventure Time: Magic Man's Head Games」是虛擬實境（VR）遊戲，在Oculus Rift、HTC Vive、PlayStation VR都有推出；第二款VR遊戲名為「Adventure Time: I See Ooo」，發布於2016年9月29日。同一個月，探險活寶的角色被加入樂高次元的遊戲裡。在2016年11月8日發布的遊戲「Cartoon Network: Battle Crashers」裡，阿寶和老皮是玩家可以玩的角色；遊戲在Nintendo 3DS、PlayStation 4、Xbox上推出，而在任天堂Switch的版本在之後的2017年10月31日推出。

### 早期電影化計畫
2015年2月，有報導說卡通頻道、弗雷德瑞特工作室、眩暈娛樂以及華納動畫集團在準備一部探險活寶劇場版的計畫；報導又稱，沃德將出任該片的編劇，羅伊·李、克里斯·麥凱也參與製作。同年十月，亞當·穆托確認沃德曾參與該電影計畫的前期部分，不過之後沒有任何進一步的官方消息。2018年7月22日，穆托說電影版一事從未正式成為可行計畫；同年8月31日，表示原劇完結篇的劇情，不會影響以後潛在的相關電影內容，也不會是完結篇後接電影。他也說「較深入的故事情節不適合第一次看的人」，意指該電影應該只靠本身的劇情才有望成功。
相關劇場版電影的計畫，一直到2024年才重新開始製作。

### 周邊
有一系列商品獲得授權量產，如可動人偶、角色扮演玩具、床具、餐具等等各種產品。由於本劇熱度大增，許多印有相關內容圖案的T恤，也授權給熱門服裝零售商製作販售；沃德曾在網路上辦過T恤設計比賽；也有一些衣服作為周邊商品，可以直接在卡通頻道的商店買到。有一款交換卡片遊戲「卡片戰爭」（Card Wars）是來自第四季集數的內容。2016年3月11日，樂高藉樂高Ideas宣布，有個探險活寶的商標設計是由帳號名「aBetterMonkey」的網友設計，它獲得足夠票數並獲准與卡通頻道合作生產；之後該套設計在2017年一月推出。
2013年7月21日，台灣高鐵和卡通頻道合作，第31組台灣高鐵列車加入營運，造型取名「歡樂卡通列車」；車身覆上探險活寶角色如阿寶、老皮等作為宣傳；同時宣傳的其他作品有《阿甘妙世界》、《飛天小女警》等等。台灣高鐵這個活動開出逾1400班次列車、載運逾130萬人次。「歡樂卡通列車」在一年多之後的2014年9月9日結束，高鐵車身恢復原狀；高鐵公司從8月23日至活動結束之前，也曾在列車上發售「紀念限定版明信片」。另外，卡通頻道在泰國春武里府設立一座水上遊樂園（Cartoon Network Amazone），其在2014年10月3日開張；泰國微笑航空也因而在飛機上裝飾阿寶、老皮、泡泡糖公主以及艾薇爾來宣傳這座水上遊樂園。

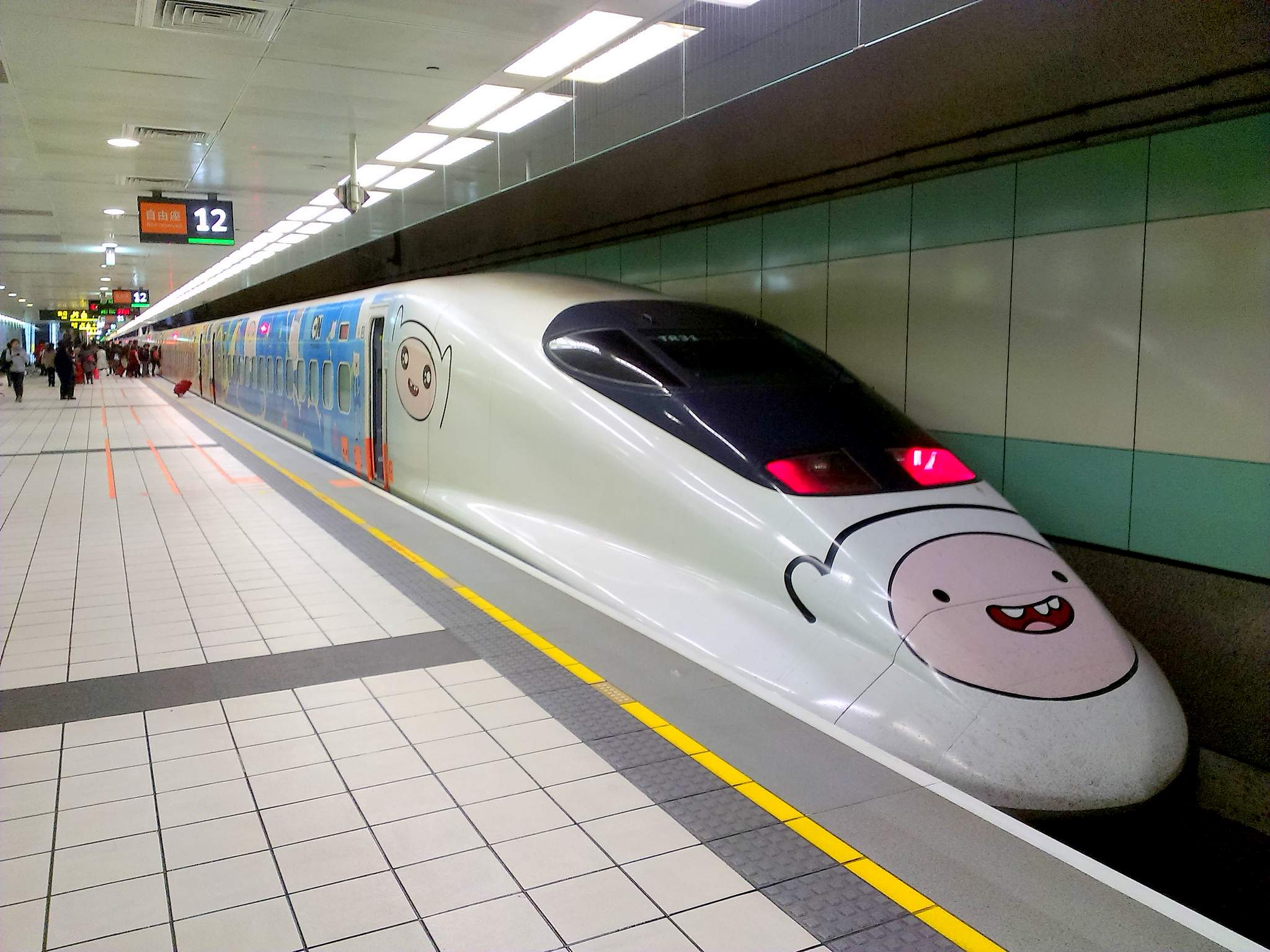
阿寶車廂，攝於高鐵桃園站南下月台（2014年）
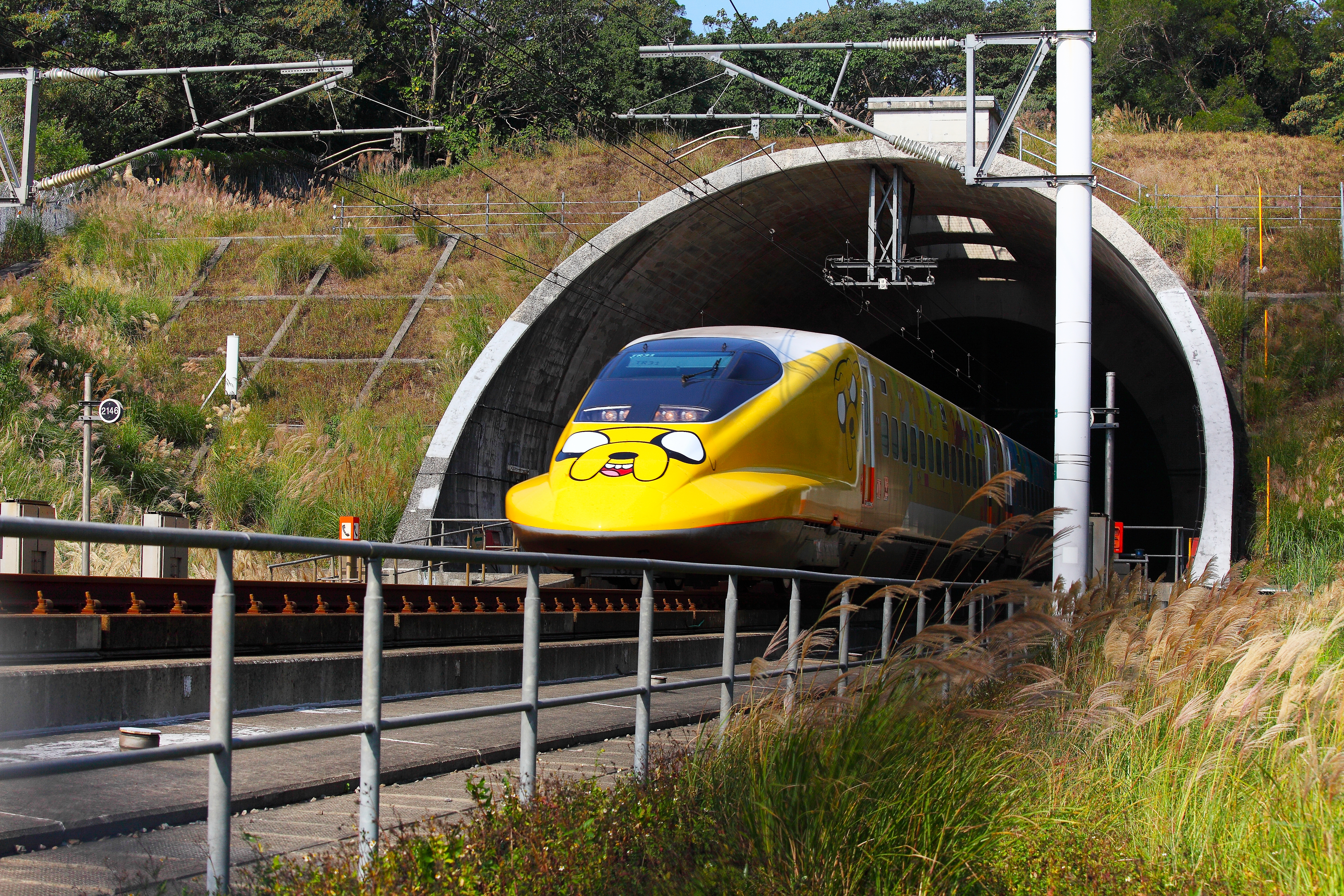
老皮車廂，攝於新竹縣新埔鎮（2013年）
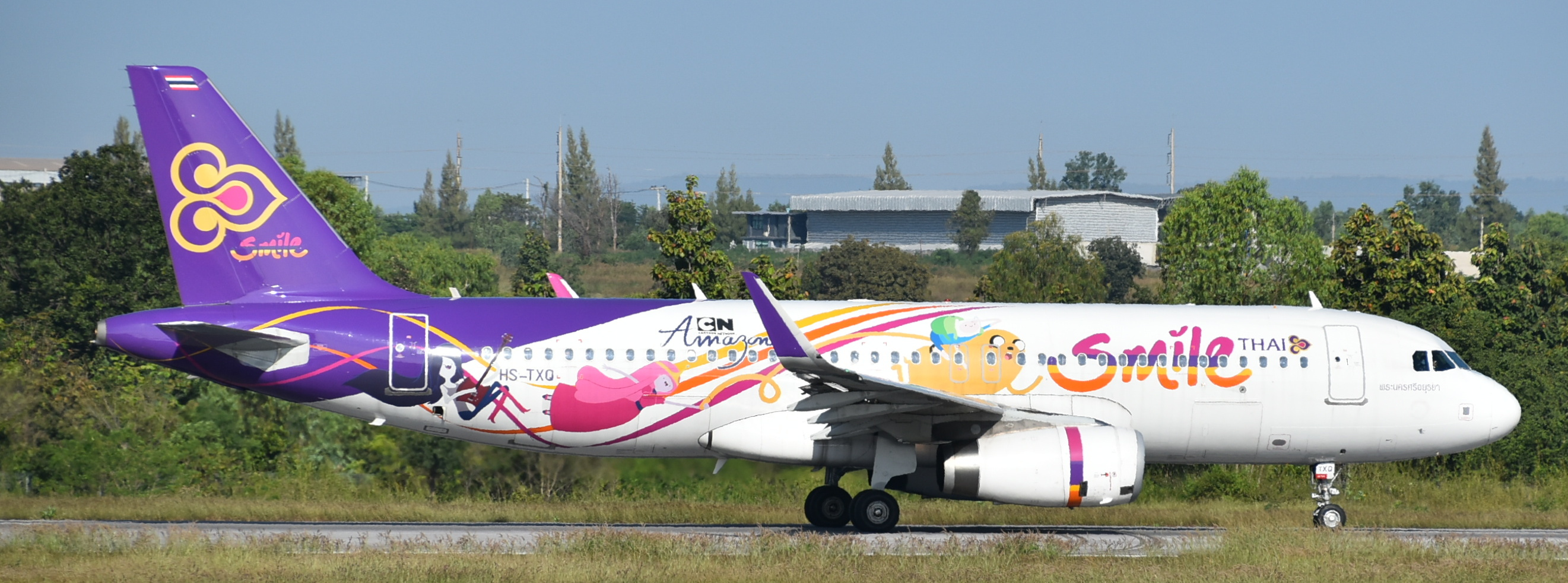
停放在泰國孔敬的空中巴士A320（SL）客機（2016年）

在台灣，卡通頻道也曾舉辦過五公里路跑活動「老皮帶隊亂亂跑」。第一場在2014年6月28日舉辦，場地位在台北市的大佳河濱公園；第二場於2015年4月4日（「四四」兒童節）、在高雄市義大世界舉行。2016年的路跑同樣是在4月4日，不過名稱改為「全明星亂亂跑」，在新北大都會公園舉行。義大世界也曾在2014年的元宵節前後，合作舉辦明星花燈展覽活動，含探險活寶區，共有《天兵公園》、《飛天小女警》、《Ben10》、《阿甘妙世界》五區花燈。2019年4月1日，國泰飯店觀光事業旗下的和逸飯店，以《探險活寶》等卡通頻道著名作品作為題材，將台南西門館打造成卡通頻道聯名主題飯店。2020年11月7日，臺中市政府新聞局舉辦「台中親子音樂季」，場地位在大里東湖公園，為期兩天；音樂季有探險活寶、《熊熊遇見你》的演唱表演。

### 其他作品的致敬
由於探險活寶的名氣，偶爾在戲劇或者其他娛樂節目中，探險活寶會受到致敬；在卡通頻道內部其他作品中更常見，曾有八部作品（《我愛阿噗》、《熊熊遇見你》、《阿甘妙世界》、《阿貴溪遊記》、《天兵公園》、《神臍小捲毛》、《天才阿公》等等）致敬過它。而喜劇中心播出的《飛出個未來》，其第七季第22集標題殺拉與基因工程，於2013年8月7日首播；其中阿寶和老皮以客串角色出場，約翰·迪·瑪吉歐同時是老皮和阿糯（Bender）的配音。2016年9月25日，《辛普森家庭》第二十八季首播，第1集名為郭董逃離馬戲團，片頭保留經典沙發噱頭的形式，並戲仿探險活寶的片頭同時由沃德自己唱主題曲。據辛普森家庭的執行製作人阿爾·讓表示：「沙發噱頭是我們的總監邁克·安德森（Mike Anderson）發明出來的……這樣的跨界作品真是用心製作。」

### 附註
1. ↑  萊奇力特在第五季壞壞男孩之前一直擔任導演，之後這個職位與主要職責由「總監」接手[5]。之後擔任「導演」的人有：內特·凱什（第五季）、亞當·穆托（第五至第九季）、伊莉莎白·伊托（第五至第九季）、肯特·奧斯本（第六季）、安德烈斯·沙拉夫（第六至第八季）、科爾·桑切斯（第六季，第八至第十季）以及黛安娜·拉菲亞蒂斯（第十季）等。
2. ↑  主線劇情278集、一部特別集以及一部由4集合併並作為完結篇的長片；另有10集短片（各約兩分鐘）。
3. ↑  第一季
4. ↑  第三至十季
5. ↑  第七至十季
6. ↑  全名為Finn Mertens，台灣版字幕翻譯為「阿寶·馬頓斯」[集 1]。
7. ↑  後來幾季，有幾集是由沃德寫故事板，包括：
  - . . 第5季. 第49集. 2014-03-03.
  - . . 第8季. 第17集. 2017-01-25.
  - . . 第8季. 第23集. 2017-01-31.
8. ↑  原文把這遊戲叫做「精緻屍骸」。
9. ↑  原歌詞"Jake the Dog and Finn the Human"
10. ↑  例如：
  - Sava, Oliver. . The A.V. Club. 2013-03-25. （原始内容存档于2014-02-20）. He doesn't sing a parody of the Cheers theme song; he sings the real thing, and it becomes a major plot point later in the episode.
  - Zappa, Moon [@MoonZappa].  (推文). 2014-03-04. （原始内容存档于2014-03-28） –Twitter.
  - Sava, Oliver. . The A.V. Club. 2015-11-05. （原始内容存档于2016-03-10）. That would explain the non sequitur ending where a Banana Guard breaks out singing The Shirelle's classic pop hit 'Mama Said' after throwing K.O.O. down the stairs.
11. ↑  例如：
  - Seibert, Fred. . Frederator. 2010-10-12. （原始内容存档于2016-03-28）.
  - Seibert, Fred. . Frederator. 2010-10-13. （原始内容存档于2016-03-28）.
12. ↑  例如：
  - Adventure Time production staff. . King of Ooo. Tumblr. 2015-11-20. （原始内容存档于2017-12-12）.
  - Adventure Time production staff. . King of Ooo. Tumblr. 2017-08-31. （原始内容存档于2017-12-12）.
13. ↑  「蘑菇戰爭」被認為是在暗示核戰爭[89][90]。
14. ↑  先前亞當·穆托（探險活寶製作人）曾明確表示並規劃，畢掛醫生[集 16]、失控的蘇珊將預定為第七季最後兩集。[149][150]
15. ↑  英文原標題分別是「The More You Moe」、「The Moe You Know」，是第七季第14、15集。
16. ↑  由寶妹與皮姊（Fionna and Cake）一集衍生的外傳漫畫。
17. ↑  本來規劃有12冊，計畫後取消[242][243]。
18. ↑  「《探險活寶》第十一季」漫畫劇情接在完結篇〈跟我一起來〉之後，不過沒有任何原劇劇組成員參與編劇。該系列劇情並未被納入《探險活寶》的正式劇情。[244][245]。
19. ↑  眾多產品中的一小部分，可以在以下連結看到：
  - . Cartoon Network.   [2017-03-07]. （原始内容存档于2016-04-13）.
  - Goellner, Caleb. . Comics Alliance. 2011-08-16. （原始内容存档于2015-11-05）.
  - . Toys R Us. （原始内容存档于2013-06-27）.
  - . Funko. （原始内容存档于2016-01-06）.
  - . Cartoon Network. （原始内容存档于2016-01-15）.

### 集數
1. ↑  . . 第8季. 第20集. 2017-01-30.
2. ↑  . . 第1季. 第3集. 2010-04-12.
3. ↑  . . 第2季. 第16集. 2011-02-21.
4. ↑  . . 第5季. 第15集. 2013-04-01.
5. ↑  . . 第8季. 第18集. 2017-01-26.
6. ↑  . . 第6季. 第37集. 2015-05-21.
7. ↑  . . 第7季. 第20集. 2017-01-26.
8. ↑  . . 第8季. 第3集. 2016-04-09.
9. ↑  . . 第6季. 第9集. 2014-06-26.
10. ↑  . . 第8季. 第9集. 2016-05-26.
11. ↑  . . 第9季. 第12集. 2017-07-19.
12. 1 2  . . 第1季. 第8集. 2010-04-26.
13. ↑  . . 第1季. 第1集. 2010-04-05.
14. ↑  . . 第7季. 第1集. 2016-11-19.
15. ↑  . . 第8季. 第13集. 2016-11-19.
16. ↑  . . 第8季. 第12集. 2016-11-19.
17. ↑  . . 第7季. 第26集. 2016-03-19.
18. ↑  . . 第5季. 第50-51集. 2014-03-10.

### 引文
1. ↑  "build their own teams organically"
2. ↑  "primarily visual people"
3. ↑  "really smart, smartypants people"
4. ↑  "a lot of the time, if we're really stuck, we'll start saying everything that comes to our mind, which is usually the worst stuff, and then someone else will think that's terrible but it'll give him a better idea and the ball just starts rolling like that."
5. ↑  "the important beats"
6. ↑  阿寶跟老皮是怎麼來的
是我想出來的，Finn and Jake完全沒有關係。那時候我想要一個很極端的對比，老皮的名字先出來，源自於錄音室工作夥伴家裡的一隻狗，好像叫小皮還是豆皮，我們想一想，覺得Jake可以叫老皮，很適合這隻老狗。至於阿寶，那時候我已經想好影片名稱是《探險活寶》，想弄一個通俗、跟老皮呈對比的名字，所以就叫阿寶，意思是活寶之一。
艾薇爾
妳不覺得她造型真的太像了嗎？超像的。

## 外部連結
- （繁體中文）探險活寶百科（2015年存檔）
- （英文）主題維基（FANDOM） （页面存档备份，存于）
- （英文）《探險活寶》英文官方網站 （页面存档备份，存于）
- （英文）Frederator Studios （页面存档备份，存于）（《探險活寶》的製作公司）
- （英文）Archive of Frederator's blog 製作部落格（2016年存檔）
- （英文）互联网电影数据库（IMDb）上《探險活寶》的资料（英文）